# Violencia política en Alemania (1918-1933)
La violencia política en Alemania existió desde la caída de la monarquía de Guillermo II y el ascenso de la República de Weimar a través de la Revolución Alemana de 1918/19 hasta el ascenso del Partido nacionalsocialista al poder en 1933, cuando se estableció un Estado autoritario unipartidista y figuras de la oposición (especialmente izquierdistas) fueron arrestadas.

## Causas
Debido a los disturbios que dejó la derrota de Alemania en la Primera Guerra Mundial y el cambio de gobierno de una monarquía, basada en la posición social, a una república socialdemócrata, el pueblo de Alemania se organizó en grupos paramilitares radicales para alcanzar el poder con lo que llevó a múltiples disturbios, atentados y conflictos. Las masas disponían de grandes cifras de armamento de guerra producto de la militarización de Alemania y la Primera Guerra Mundial, esto permitió diversos enfrentamientos armados en el país. 
El cambio drástico permitió la movilidad entre las clases y nuevas voces para ser escuchadas. Muchas ciudades grandes, especialmente Berlín, experimentaron manifestaciones políticas que resultaron en violencia por parte de la oposición. El rápido derrocamiento de los líderes también influyó en las crisis en el período de entreguerras.

## Lista de conflictos
Ésta es una lista cronológica con todos los conflictos de causas políticas en la República de Weimar durante los años 1918 a 1933:
- Revolución de Noviembre, noviembre, 1918.
  - Levantamiento marinero en Kiel, noviembre, 1918.
  - Levantamiento popular de Alsacia-Lorena, noviembre, 1918.
  - Crisis de Navidad, diciembre, 1918.
  - Levantamiento Espartaquista, enero, 1919.
  - Semana Sangrienta, marzo, 1919.
- Sublevación de Gran Polonia, 1918-1919.
- Levantamientos de Silesia, 1919-1921.
- Masacre en el Reichstag, enero, 1920.
- Golpe de Estado de Kapp, marzo, 1920.
- Levantamiento del Ruhr, marzo, 1920.
- Acción de marzo, marzo, 1921.
- Huelgas de Cuno, agosto, 1923.
- Putsch de Küstrin, octubre, 1923.
- Levantamiento de Hamburgo, octubre, 1923.
- Octubre alemán, octubre, 1923.
- Putsch de Múnich, noviembre, 1923
- Blutmai, mayo, 1929.
- Asesinato de Paul Anlauf y Franz Lenck, agosto, 1931.
- Revuelta de Stennes, 1931-1932.
- Asunto Kwami, junio, 1932.
- Domingo sangriento de Altona, julio, 1932.
- Golpe de Estado de Prusia, julio, 1932.
- Asesinato de Potempa, agosto, 1932.
- Huelga en la Compañía de Transportes de Berlín, noviembre, 1932.
- Incendio del Reichstag, febrero, 1933.